# Živa Müllerová
Živa Müllerová-Havlová (30. dubna 1939 Brno – 5. června 2013 Praha) byla česká stomatoložka, primářka stomato-ortodontického oddělení Ústavu experimentální medicíny AV ČR, které pracovalo při klinice plastické chirurgie Fakultní nemocnice Královské Vinohrady. V roce 1993 se toto oddělení stalo součástí Stomatologické kliniky 3. LF UK a Fakultní nemocnice Královské Vinohrady. Věnovala se léčbě nepravidelnosti chrupu a čelistí dětí a dospělých s vývojovými vadami obličeje, zejména ortodontické léčbě rozštěpů.

## Vzdělání a profesní dráha
Živa Müllerová v roce 1961 dokončila studia na Fakultě všeobecného lékařství UK Praha obor stomatologie. Po promoci pracovala 4 roky v Příbrami jako praktická zubní lékařka. Následně nastoupila do Laboratoří plastické chirurgie pod ČSAV. Postupně si doplnila vzdělání a obhájila atestaci v oboru ortodoncie. Svoji praktickou a výzkumnou činnost završila získáním titulu CSc., kde se zaměřila na problematiku růstu a vývoje měkkých a tvrdých tkání obličeje.
V roce 1975 vznikl Ústav experimentální medicíny a Živa Müllerová se stala primářkou stomato-ortodontického oddělení. Zasloužila se o zavedení jednoho z prvních pracovišť v Československu v roce 1976 a zavedla do praxe léčbu fixními ortodontickými aparáty. Prosadila a zavedla do praxe, do té doby téměř neznámou RTG diagnostiku, nezbytnou pro ortodontickou praxi, RTG lebky a OPG chrupu. Ortopantomogram je přehledný panoramatický rentgenový snímek zachycující dentici, obě čelisti, čelistní klouby, část nosní dutiny a část maxilární dutiny vyšetřovaného.
V letech 1993–2007 byla primářkou ortodontického centra stomatologické kliniky ve Fakultní nemocnici Královské Vinohrady v Praze. Ortodontistické centrum bylo založeno jako součástí centra pro léčbu rozštěpových vad v Praze ve Fakultní nemocnici Královské Vinohrady, klinice plastické chirurgie. Ortodontické centrum se zabývalo problematikou vrozených a vývojových vad, zejména obličejových rozštěpů. V oboru ortodoncie, spolu s Miroslavem Fárou v oboru plastická chirurgie, tvořili základní pilíře centra pro léčbu rozštěpových vad v Praze.
Spolupracovala s katedrou antropologie a genetiky člověka FN Motol, oddělení maxillofaciální chirurgie.
Roku 2007 ukončila své působení ve Fakultní nemocnici Královské Vinohrady, ale v oboru stomatologie působila dále až do konce svého života.

## Odborná činnost a ocenění
Odborné znalosti si stále rozšiřovala a zúčastnila se mnoha domácích i zahraničních kongresů, byla na stážích například v Rakousku, Norsku, Anglii nebo USA. Přednesla řadu přednášek a je autorkou a spoluautorkou více než 70 odborných publikacích, kde více než 40 bylo přijato a publikováno v renomovaných odborných zahraničních časopisech a monografiích.
Ve Znojmě se ve dnech 23. – 25.9.2004 konal Český ortodontický kongres, kde měla přednášku na téma „Ortodonticko – chirugická léčba závažných porozštěpových deformací postavení zubů a čelistí“.
Dlouhodobě se podílela na výuce lékařů v oboru ortodoncie na 1. lékařské fakultě UK v Praze. Prováděla doškolování studentů v rámci ortodontické před atestační přípravy ortodontické problematiky vývojových vad obličeje a předávala svoje mnohaleté ortodontické zkušenosti. Kromě léčby nepravidelnosti chrupu a čelistí, měla zejména široké znalosti a zkušenosti v léčbě dětí a dospělých s vývojovými vadami obličeje, zejména dětí narozených s rozštěpovými vadami obličeje.
V roce 2009 za svoje znalosti a zkušenosti, které získala během své více než 50leté praxe, obdržela ocenění od České stomatologické komory a to čestný titul, Osobnost české stomatologie, za celoživotní přínos v oboru ortodoncie.